# دو و نیم نامه عاشقانه
دو و نیم نامه عاشقانه (به هندی: Dhai Akshar Prem Ke) فیلمی است محصول سال ۲۰۰۰ و به کارگردانی راج کانوار است. در این فیلم بازیگرانی همچون آبیشک باچان، آیشواریا رای، آمریش پوری، انوپم کهیر، شاکتی کاپور، سوشما ست، دالیپ تاهیل، تانوی عظمی، هیمانی شیوپوری، سلمان خان، سونالی بندره ایفای نقش کرده‌اند.